# Zdobywca Kosmosu
Zdobywca Kosmosu (kor. 로보트킹, Roboteu King, ang. The Cosmos Conqueror) – koreański film animowany z 1981 roku.
W Ameryce film ten został wydany w języku angielskim przez Adda Audio Visual Ltd. – przez hongkońskiego producenta Josepha Lai pod nazwą The Cosmos Conqueror, wersja ta trafiła do Europy i na niej oparte były późniejsze tłumaczenia na inne języki m.in. francuski (Les Conquérants du Cosmos) i hiszpański (Super Robot King). W Polsce wersja amerykańska została wydana na kasetach VHS z lektorem i angielskim dubbingiem pod tytułem Zdobywca Kosmosu. 
Wielu krytyków dostrzegło w filmie wiele elementów zaczerpniętych z innych mediów. Projekt postaci Robota Kinga został częściowo zapożyczony z mangi oraz japońskiego serialu tokusatsu Giant Robo z 1967 roku Mitsuteru Yokoyamy (w USA znanym pod nazwą Johnny Sokko and His Flying Robot). Kreacja wyglądu Robota Kinga odnosi się do wizerunku robota Giant Robo 2 (w skrócie GR2).
Część materiału filmowego oraz kilka motywów z fabuły została wykorzystana do stworzenia anime Żołnierze kosmicznej błyskawicy (Space Thunder Kids) (1991).

## Fabuła
Kenny, Jane i Ben z pomocą Burzy, Cyklonu i Grzmotu musza uchronić Ziemię przed okrutną bronią Kaneby. Do walki ze złem wykorzystują gigantycznego Robota Kinga. Trójka bohaterów pilotuje olbrzymiego robota i pokonuje zło atakujące świat.

## Wersja polska
Zdobywca Kosmosu (ang. The Cosmos Conqueror) – wersja wydana na VHS z angielskim dubbingiem i polskim lektorem, którym był Marek Gajewski.
- Wersja polska: ARE Studio Video w Gdyni
- Czytał: Marek Gajewski